# Morgan Colt

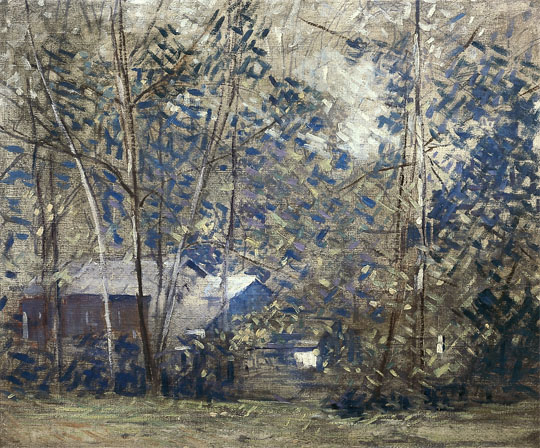
Morgan Colt, Phillips Mill Barn c, 1920

Morgan Colt (11 de septiembre de 1876 - 12 de junio de 1926) fue un arquitecto, artesano de muebles tradicionales y pintor impresionista. Gran parte de su obra fue destruida accidentalmente después de su muerte.

## Vida

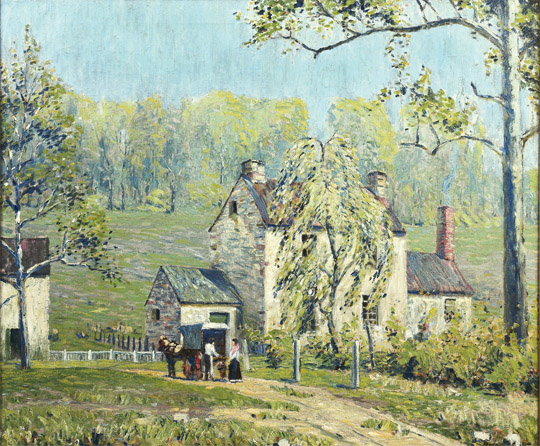
El carro del carnicero (1920)

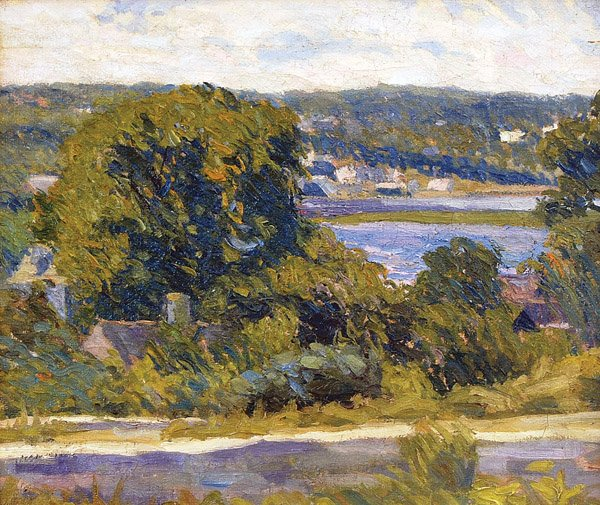
Morgan Colt (attr.) - View of the Delaware c. 1920

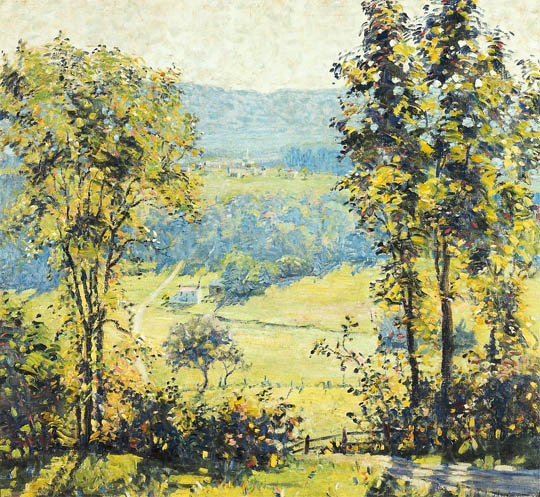
Morgan Colt Untitled (A Glorious Day) c. 1917

Morgan Colt nació en Summit, Nueva Jersey, el 11 de septiembre de 1876. Asistió a la Universidad de Columbia y se graduó como arquitecto. Ejerció esta profesión en Nueva York.
En 1912, Colt se trasladó a New Hope, Pensilvania, para poder dedicar su tiempo al arte. Construyó una casa flotante, el Deewaydin, con la intención de vivir en ella con su esposa en el Canal de Delaware. Pero eso no resultó práctico. Se mudaron a una casa por un tiempo. Luego alquiló un establo que había albergado cerdos en la granja de su amigo William Langson Lathrop en Phillips Mill y lo convirtió en su casa y estudio. A la casa le dio un estilo Tudor.
Morgan comenzó después a construir su "Little English Village" (como había escrito en la escritura de su propiedad).
El pequeño pueblo inglés de Colt constaba de siete cottages ingleses de varios estilos arquitectónicos. Colt construyó un Gatehouse que está conectada a la gran puerta de hierro medieval en el frente de su propiedad y que todos los residentes del área de New Hope pueden ver cuando pasan por Phillips Mill.
Luego Colt construyó una cochera inglesa. Volviendo a través de otro conjunto de puertas de hierro, Colt construyó su estudio de artista de estilo gótico (donde él pintaba), Colt y su esposa encontraron una antigua abadía inglesa que estaba en ruinas y desmantelaron todas las armaduras góticas de madera y tomaron moldes del interior de la antigua estructura y los enviaron de regreso a New Hope y por el canal hasta su ubicación actual en el estudio gótico de Colt. Frente a él, Colt construyó su forja gótica de hierro (donde hizo todos sus muebles y otras cosas de hierro), luego, bajando por la pasarela del pueblo que Colt construyó con hormigón, construyó su taller de carpintería de estilo Tudor inglés de ladrillo donde hizo todos sus hermosos muebles de madera y arcones todos tallados con tracería gótica inglesa.
Además de las pinturas de Colt, muchos de sus muebles y cofres de madera también se encuentran en museos y colecciones privadas. Justo enfrente del taller de carpintería, Colt construyó la cabaña de estilo francés normando que usó como perrera. En todo el pequeño pueblo inglés de Colt se puede ver su hermosa tracería inglesa tallada a mano en madera en todas sus cabañas y en la casa principal. Toda la propiedad de Colt es una obra de arte y debe ser preservada y protegida.
Colt fue influenciado por el movimiento Arts and Crafts, y diseñó y fabricó muebles de madera y hierro utilizando técnicas tradicionales. También practicó la pintura de paisajes. En 1916, Colt, Lathrop, Rae Sloan Bredin, Charles Rosen, Daniel Garber y Robert Spencer formaron The New Hope Group para organizar exposiciones de su trabajo. Colt añadió más edificios a su propiedad en 1919, a los que llamó Gothic Shops, y en los que expuso sus muebles y obras en metal.
Morgan Colt murió en New Hope, Pensilvania, el 12 de junio de 1926. Tenía cuarenta y nueve años.

## Obra
Colt era más conocido como artesano que como pintor. Se especializó en muebles de jardín de hierro forjado a mano y pantallas de fuego. Expuso con New Hope Group en 1916-17 en el Museo de Arte de Cincinnati, el Instituto de Arte de Detroit, la Galería Corcoran, el Instituto Carnegie y la Galería Arlington en la ciudad de Nueva York. Su pintura Canal Boat fue elogiada por su calidad. Se han perdido muchas obras. Después de su muerte, el comprador de su propiedad destruyó la mayoría de las pinturas que encontró allí, sin entender lo que valían.